# N-(trimetilsilil)dietilammina
La N-(trimetilsilil)dietilammina è un'ammina.
A temperatura ambiente si presenta come un liquido incolore dall'odore caratteristico. È un composto molto infiammabile, irritante.